# Ditmar Staffelt

Ditmar Staffelt im Plenum des Deutschen Bundestags

Ditmar Lothar Staffelt (* 1. August 1949 in Berlin) ist ein deutscher Politiker (SPD).
Er war von 1998 bis 2009 Bundestagsabgeordneter, in dieser Zeit von 2002 bis 2005 Parlamentarischer Staatssekretär beim Bundesminister für Wirtschaft und Arbeit und von 2009 bis 2012 tätig als Vorstandsbeauftragter für Politik und Regierungsarbeiten in Deutschland beim Luft-, Raumfahrt- und Rüstungskonzern EADS. Seit 2013 ist er freiberuflich als Politik- und Unternehmensberater tätig.

## Ausbildung und Beruf
Nach dem Abitur auf der Albrecht-Dürer-Oberschule in Neukölln 1969 studierte Staffelt an der Freien Universität Berlin Geschichte, Politikwissenschaft und Geographie und beendete das Studium 1975 mit dem Staatsexamen. Anschließend arbeitete er bis 1979 als wissenschaftlicher Angestellter beim Franz-Neumann-Archiv e. V. und danach als freiberuflicher Referent beim Informationszentrum Berlin. Zudem war er bis 1983 als freiberuflicher Dozent tätig. Er arbeitete bis 1989 als leitender Angestellter bei der Hölter-Gruppe Gladbeck. 1986 erfolgte seine Promotion zum Dr. phil. an der Georg-August-Universität Göttingen mit der Arbeit Der Wiederaufbau der Berliner Sozialdemokratie 1945/46 und die Einheitsfrage – ein Beitrag zur Nachkriegsgeschichte der unteren und mittleren Organisationsgliederungen der SPD. Von 1995 bis 1997 war er Mitglied des Vorstandes der Hölter-Industrie-Beteiligungs AG. Von 1998 bis 1999 war er Geschäftsführer der VEBA Kommunalpartner GmbH.

## Mitgliedschaften
Seit 1971 war Staffelt Mitglied der GEW, 1977 erfolgte der Übertritt in die ÖTV, seit 1983 ist er Mitglied der IG Metall. Seit 1976 ist Staffelt Mitglied der Arbeiterwohlfahrt und seit 1978 Mitglied des Arbeiter-Samariter-Bundes sowie der Europa-Union Berlin.

## Partei
Seit 1969 ist Staffelt Mitglied der SPD. Von 1980 bis 1994 war er Mitglied im Landesvorstand der SPD in Berlin, von 1992 bis 1994 als deren Landesvorsitzender. Von 1992 bis 1995 war er außerdem Mitglied im SPD-Bundesvorstand.

## Abgeordneter
Von 1979 bis 1998 war Staffelt Mitglied des Abgeordnetenhauses von Berlin. Hier war er von 1985 bis 1989 zunächst Stellvertretender Vorsitzender und von 1989 bis 1994 dann Vorsitzender der SPD-Fraktion.
Von 1998 bis 2009 war Staffelt Mitglied des Deutschen Bundestages. Hier war er von 1999 bis 2002 Sprecher der Arbeitsgruppe Wirtschaft und Technologie und Mitglied des Vorstandes der SPD-Bundestagsfraktion. Von Juni 2006 bis 2009 war er Sprecher der Fraktionsarbeitsgruppe Weltwirtschaft.
Staffelt ist stets als direkt gewählter Abgeordneter des Wahlkreises Berlin-Neukölln in den Bundestag eingezogen. Bei der Bundestagswahl 2005 erreichte er hier 39,3 % der Erststimmen.
Am 16. November 2008 verkündete er überraschend die Niederlegung seines Mandates, um Lobbyist beim europäischen Luft- und Raumfahrtkonzern EADS zu werden. Sein Mandat legte er am 11. Januar 2009 nieder, Nachrückerin wurde Eva Högl.

## Öffentliche Ämter
Am 1. März 2002 wurde Staffelt zum Parlamentarischen Staatssekretär, zunächst bis Oktober 2002 beim Bundesminister für Wirtschaft und Technologie, dann beim Bundesminister für Wirtschaft und Arbeit in der von Bundeskanzler Gerhard Schröder geführten Bundesregierung ernannt. Seit November 2002 war er außerdem Koordinator für die deutsche Luft- und Raumfahrt. Nach der Bundestagswahl 2005 schied er am 22. November 2005 aus dem Amt.

## Wechsel in die Privatwirtschaft
Am 11. Januar 2009 hat Ditmar Staffelt sein Bundestagsmandat niedergelegt, um als „Vorstandsbeauftragter für Politik und Regierungsarbeiten in Deutschland“ für den Luftfahrtkonzern EADS zu arbeiten. Seit seinem Ausscheiden aus der EADS 2013 ist er als selbständiger Politik- und Unternehmensberater tätig.

## Familie
Staffelt ist mit der ehemaligen Grünen-Abgeordneten Grietje Bettin verheiratet, die 2008 auch seinen Nachnamen annahm, und hat eine Tochter. Früher war er mit Renate Künast, ebenfalls eine Politikerin der Grünen, liiert.